# Colección de Carrozas Fúnebres
La Colección de Carrozas Fúnebres muestra cómo era el ritual funerario en Barcelona desde finales del XVIII hasta los años cincuenta del XX . Mediante un conjunto de 13 carrozas fúnebres, todas ellas originales, 6 coches de acompañamiento y 3 coches fúnebres a motor, la colección trata la aparición de las carrozas fúnebres, las cuales estuvieron muy vinculadas a la evolución de la historia de Barcelona, su función, las diferentes tipologías que existían, todos los en el ritual funerario de la época. Diferentes ejemplos gráficos de grandes entierros de personajes ilustres, como fueron entre otros el de Santiago Rusiñol, Enric Prat de la Riba Tierno Galván  la exposición de carrozas fúnebres.
Dentro del mismo espacio, está ubicada la Biblioteca Funeraria, con un fondo consultable especializado con la muerte y que trata los rituales funerarios desde la prehistoria hasta la actualidad.

## Historia
Iniciada en 1970 por el señor Cristóbal Torra, entonces gerente de Pompas Fúnebres de Barcelona, la colección fue instalada en el sótano del edificio corporativo de la calle Sancho de Ávila de Barcelona. En esta ubicación fue expuesta y sirvió principalmente para mantener y conservar las carrozas y los adornos que las acompañaban. En 2013 fue trasladada a un nuevo espacio del Cementerio de Montjuic. Este nuevo emplazamiento le ha dado mayor protagonismo a la colección y ha revalorizado un patrimonio cultural representativo de la sociedad barcelonesa. Desde su traslado, las carrozas fúnebres se han convertido en un activo cultural más de la ciudad, participando de jornadas como la Noche de los Museos, la Feria del Modernismode Barcelona y Loop Barcelona, entre otros, y realizando también visitas y actividades para escuelas y asociaciones culturales.

## Carrozas fúnebres

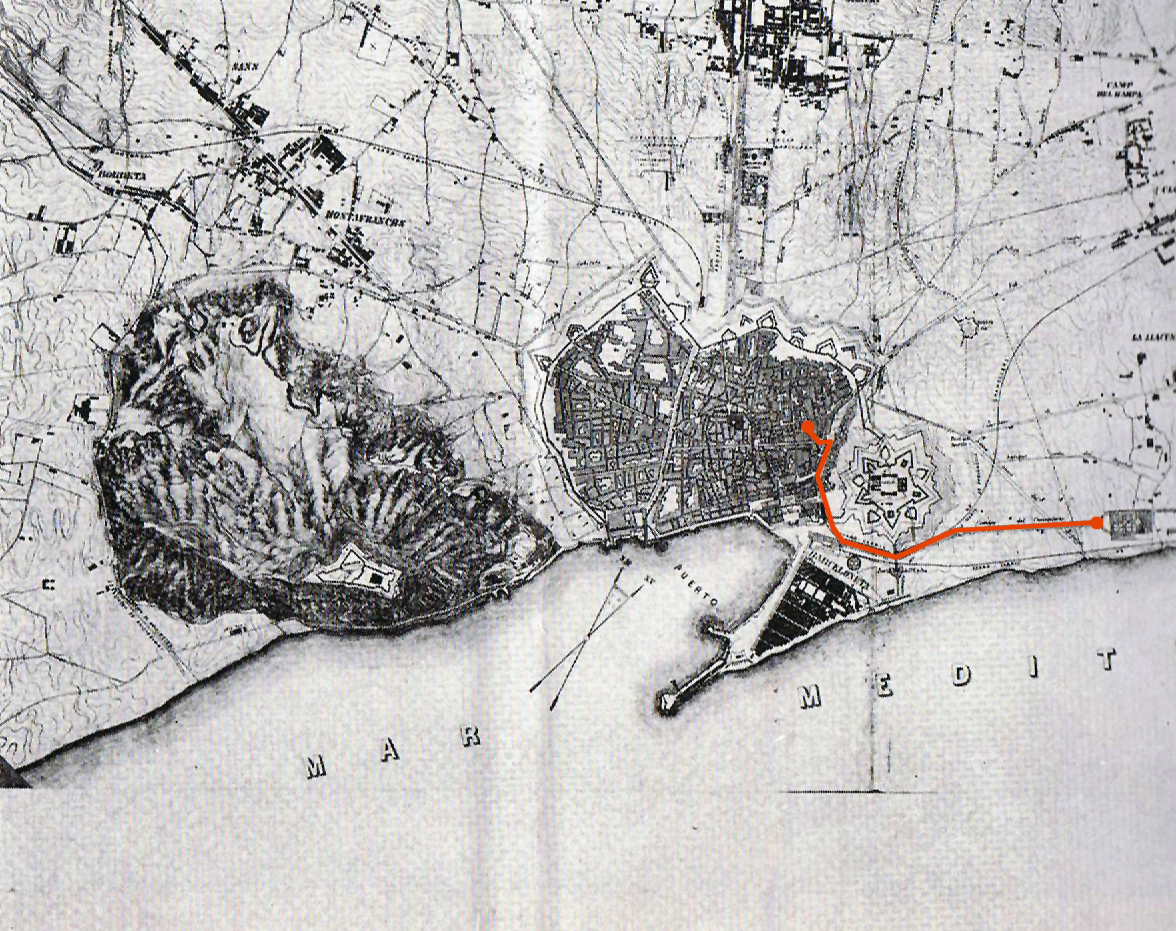
El recorrido de la primera carroza fúnebre en Barcelona desde la parroquia de Sant Cugat del Rec hasta el cementerio de Poblenou (1836)

Las carrozas fúnebres aparecieron en un contexto en el que las ciudades tuvieron un fuerte crecimiento demográfico a raíz de la Revolución Industrial. Uno de los problemas que esto conllevó en las ciudades fue la saturación de los fosos parroquiales para acoger a nuevos difuntos. Los fosos parroquiales estaban muy cerca de las iglesias y a menudo también de las viviendas, lo que comportaba un peligro para la salud de los ciudadanos, ya que éstas se convirtieron rápidamente en los focos de las epidemias constantes que provocaban una alta mortalidad. Por decreto real, se empezaron a clausurar a principios del XIX a medida que se construían cementerios modernos fuera de las murallas. A menudo, el traslado de los difuntos hasta los cementerios era complejo y pesado para hacerlo a pie, por lo que aparecieron las carrozas fúnebres. En Barcelona, el alcalde José Mariano de Cabanes impuso la utilización de la carroza fúnebre en 1836, y el primer cortejo fúnebre llevó al difunto desde la parroquia de Sant Cugat del Rec, hoy desaparecida, hasta el cementerio de Poblenou, el primer recinto funerario moderno de Barcelona. Este nuevo ritual funerario no fue bien recibido inicialmente, puesto que se alejaba mucho de lo que marcaba la tradición. A partir de ese momento, los difuntos serían enterrados lejos de las parroquias, que daban protección divina a los difuntos, entendido dentro de la mentalidad católica de la sociedad del momento, y el féretro sería llevado por animales, cuando la tradición marcaba que debían ser los hombres que a hombros llevaran el ataúd como gesto de aprecio. Sin embargo, el nuevo ritual funerario se impuso y la carroza fúnebre pasó a ser la gran protagonista de los entierros, que fue evolucionando según la técnica y los gustos de cada momento, representando también una muestra muy evidente del nivel económico de la familia o de su influencia política. En Barcelona, la Casa de la Caridad fue la encargada de gestionar el servicio fúnebre. Por último, con la entrada de los coches a motor a principios del XX, la carroza fúnebre cayó en desuso progresivamente hasta su desaparición durante los años 50 del XX.
Coches de acompañamiento

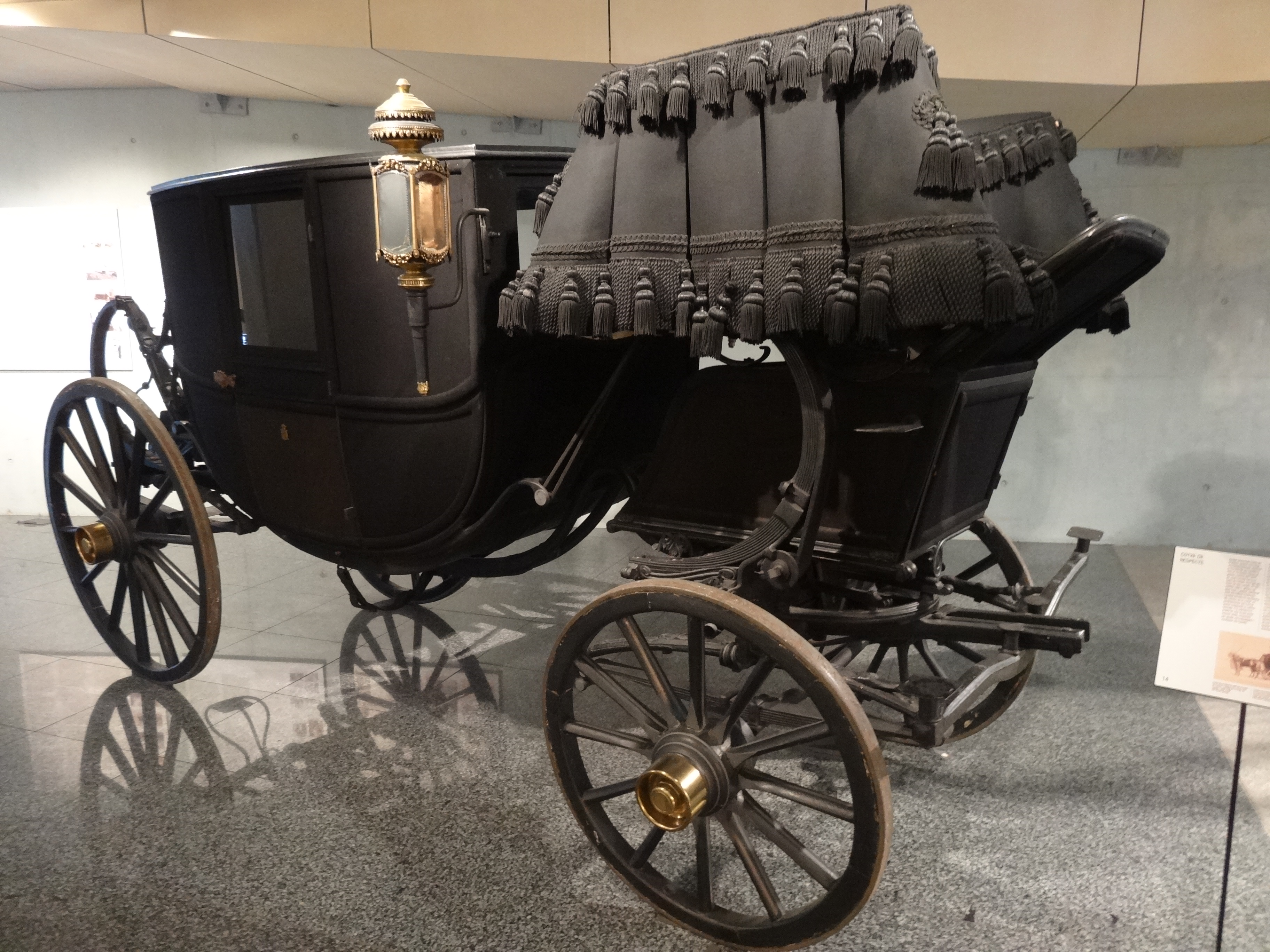
Coche de respeto

Los coches de acompañamiento eran vehículos que servían para llevar a los familiares y amigos del difunto a la iglesia y posteriormente al cementerio. Sin embargo, también se utilizaban por todo tipo de funciones. El Cupé, vehículo pequeño y ligero, servía como taxi para realizar cortos trayectos. Por otra parte, las Berlines también eran utilizadas para realizar largos viajes por el confort y el espacio que daba a sus ocupantes. Otros, como Landau, eran descapotables y de gran prestigio en toda Europa. Y lo más popular era el Faetón, también llamado Ómnibus, un vehículo muy sólido y práctico de origen inglés.El único coche de acompañamiento que servía especialmente para el ritual funerario y que se muestra en la colección es el Coche de respeto. Conocido también como Coche de la viuda, este carruaje de acompañamiento servía para llevar a los familiares más cercanos al difunto durante el cortejo fúnebre. La muestra de luto en público estaba restringido a los hombres y las mujeres no participaban de los entierros, por lo que la viuda debía viajar dentro de un Coche de respeto, donde era complicado ser vista. Destaca su sobriedad y, al mismo tiempo, su lujo y confort. Este vehículo ya figuraba en el primer catálogo de Josep Estrada del año 1876.
Coches fúnebres a motor

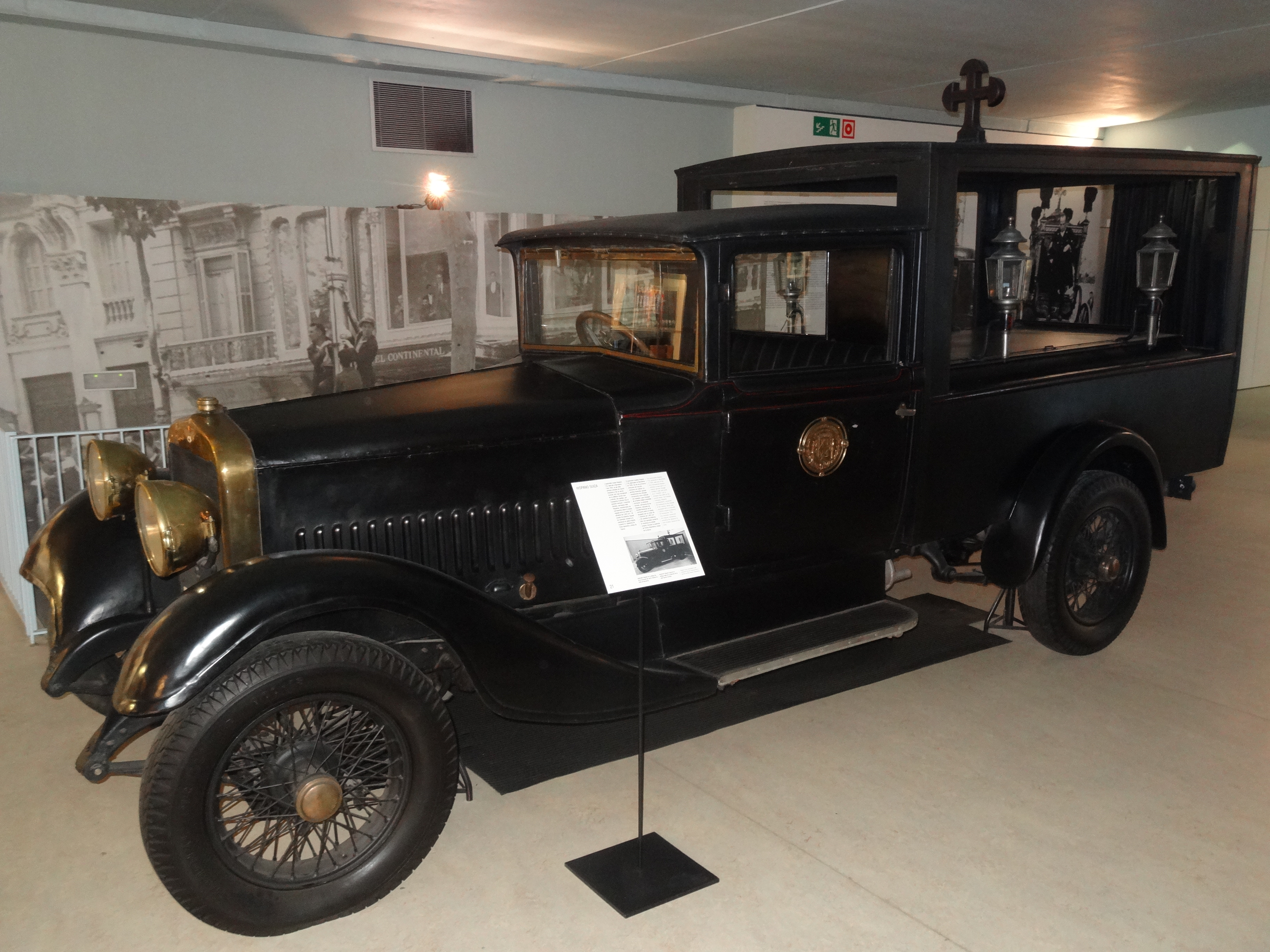
Hipano Suiza

A principios del XX empezaron a aparecer los primeros coches a motor, y éstos también se incluyeron en el ritual funerario. Durante las primeras décadas del XX, el coche a motor servía como soporte de la carroza fúnebre, y habitualmente, se encargaba de llevar el féretro hasta la sala mortuoria o en casa del difunto. Posteriormente, era la carroza fúnebre la que seguía llevando al difunto hasta la iglesia y al cementerio, tal y como marcaba la tradición hasta ese momento. No fue hasta la década de los años cincuenta cuando el coche a motor se impuso definitivamente por el ritmo que marcaban las ciudades modernas, que hacía que la carroza fúnebre ya no tuviera cabida.

## Biblioteca Funeraria

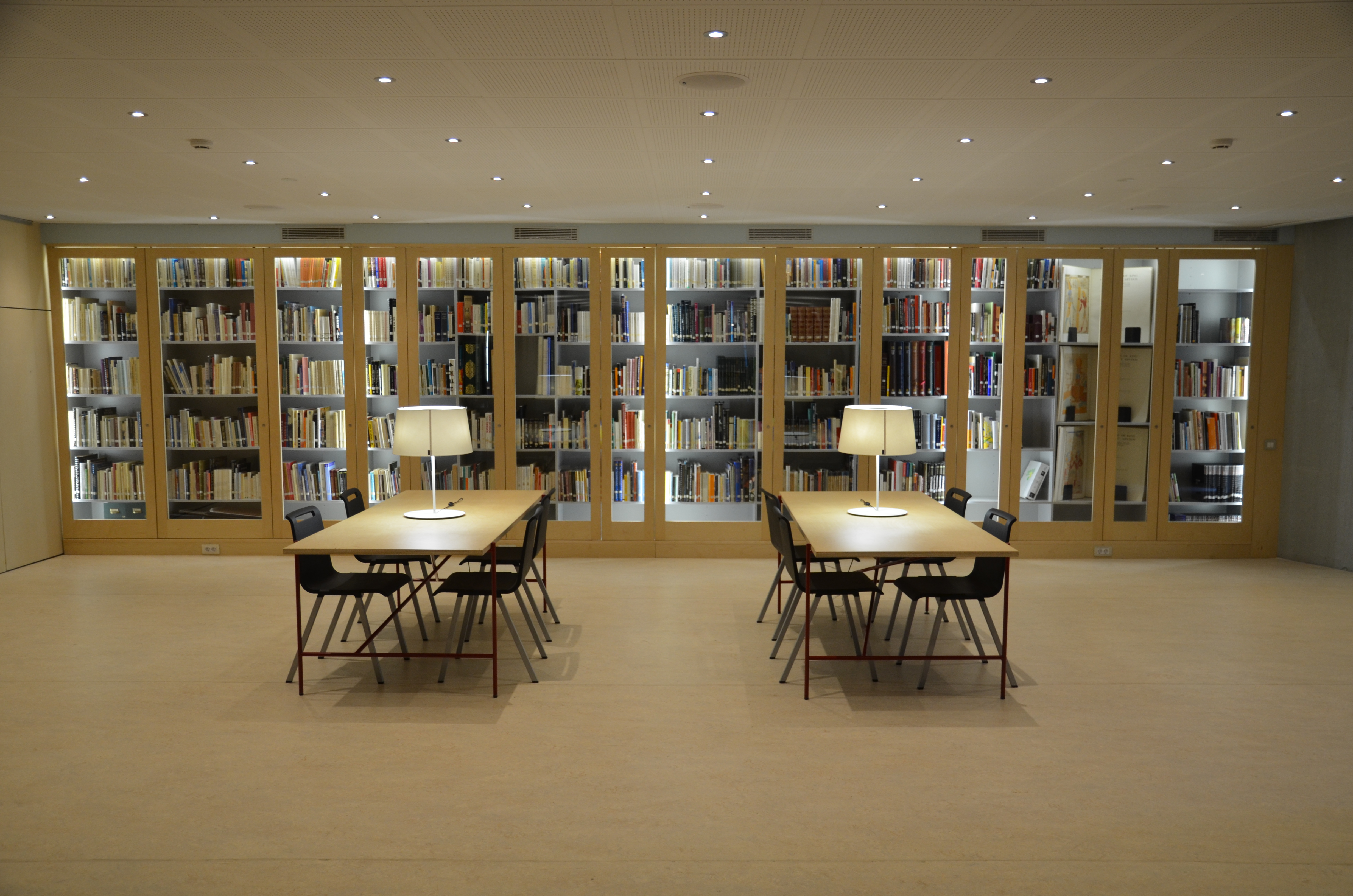
Biblioteca Funeraria

La Biblioteca Funeraria fue fundada en 1986 con el objetivo de formar un fondo bibliográfico especializado en el tratamiento de la muerte a lo largo de la historia de la humanidad. En 2013, junto con las carrozas, fue trasladada al nuevo espacio de la Colección de Carrozas Fúnebres, donde se pueden consultar los libros en una sala habilitada.Desde el primer momento, la biblioteca fue liderada por Manel Hernández, arqueólogo y egiptólogo especializado en los rituales funerarios. Hoy en día, la Biblioteca recoge libros que tratan la muerte desde la Prehistoria hasta la actualidad. Se pueden encontrar libros de diferentes civilizaciones relevantes que ha habido a lo largo de la historia, en especial del antiguo Egipto, que tuvo un papel fundamental en el culto a la muerte. Por ello, destaca una numerosa aportación en esta temática, culminada con tres ejemplares del valioso libro The Temple of King Sethos I At Abydos de la autora Amice Calverley. Además, también se encuentran libros de todo el mundo y escritos en diferentes idiomas para ampliar la mirada a diferentes temáticas que traten la muerte, como la psicología, la antropología, la fotografía, etc. 

Recientemente, la Biblioteca Funeraria se ha integrado dentro del sistema de bibliotecas y fondos departamentales del Ayuntamiento de Barcelona, que ha permitido una mayor difusión de sus libros. 